# Alexis Ubillús
Alexis Ubillús (Lima, 30 dicembre 1972) è un ex calciatore peruviano, di ruolo difensore.